# 羅東鎮勉民堂

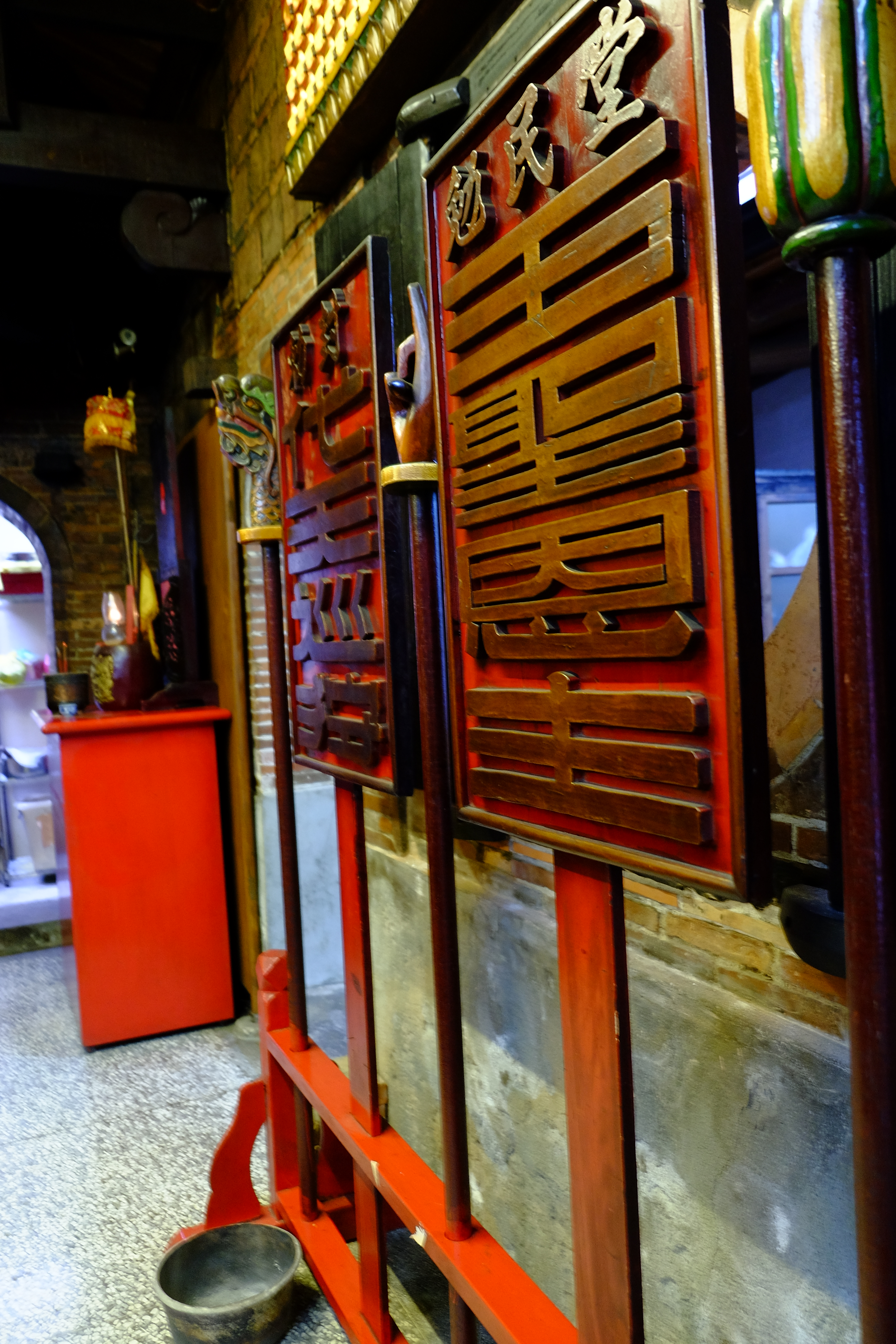
勉民堂代天巡狩

羅東武廟勉民堂，簡稱勉民堂，為臺灣一間主祀關聖帝君、副祀保生大帝的鸞堂，是羅東五大廟之一，也是溪南三大鸞堂之首。2006年8月17日公告為縣定古蹟。

## 歷史背景
勉民堂之前身可追溯至清道光7年（西元1827年），現今廟身當時為噶瑪蘭廳羅東堡巡檢處辦公室，正後方為藍家（藍振泰家族）之書房（私塾），到清咸豐6年（西元1856年）羅東堡巡檢處辦公室因不敷使用他遷，藍家人向官府商借該建築物為書房，遂搖身一變為私塾，當時私塾大多供奉恩主以督處學生用功，藍家人也不例外，於私塾中供奉三恩主聖號牌位，三恩主為關聖帝君、孚佑帝君、司命灶君，此三塊聖號牌位至今仍為該堂供奉中，日後才漸漸增加供奉神像，當時首尊神像為保生大帝神像。
藍家人（藍新、藍欽）於清光緒15年（西元1889年）至宜蘭新民堂學習扶鸞，至清光緒18年（西元1892年）向新民堂李恩主提出回羅東開堂設號之請求，因人數不足而遭李恩主拒絕，故再招募鄉民至新民堂訓鸞，於清光緒21年（西元1895年）獲賜設堂為勉民堂。
勉民堂早先多為私人管理，直至民國70年才有第一屆管理委員會產生，過程曲折，現今為第三屆管理委員會。
勉民堂於民國95年8月17日由宜蘭縣政府公告為縣定古蹟，將於99年4月進行修復工程發包。

## 建築特色
勉民堂建築風格三窗九門，為現今全台獨有，為何為三窗九門？因當時官式建築才可以有三窗九門，一般民間只可有前後兩門，故以此佐證本堂建築物創建時為清朝噶瑪蘭廳羅東堡巡檢處辦公室，而清朝官階由一品至九品，本堂為最基層九品官階衙門。
當時所有建材全由唐山運來，從磚塊尺寸可以看出與台灣不同，磚塊中間為土塊，就是一般的（土角厝）當時一般人民只有（土角厝）官式建築有足夠財力加上磚塊，再次佐證本堂建築物創建時為清朝噶瑪蘭廳羅東堡巡檢處辦公室。磚塊間黏著為石灰、糯米、及貝殼粉末，直到民國55年牆角因怕受潮再加上洗石子工法給予加強。

## 宗教信仰
現今廟宇多數為道教及佛教或民間信仰，勉民堂非道教非佛教也非民間信仰，實為儒教，以堂規第一條本堂以儒為宗，以神為教，藉飛鸞提醒人心，以孝悌忠信為立身之本，禮義廉恥為潔身之根，凡入堂為堂生者，必須遵守奉行。開宗明義勉民堂為儒教。
扶鸞為勉民堂自古秉持之特有宗教儀式，至今仍持續傳承，而宜蘭影響全台之民俗文化有兩種，一為大家耳熟能詳的歌仔戲，另一個就是扶鸞，只因扶鸞當時多數為讀書人所進行的活動未能普及，所以較不為人知。
勉民堂建築為溪南史上第一座官方衙門、第一間私塾、第一間鸞堂。本堂建築為現今全台僅存之清代官衙門

## 引用資料
1. ↑  . 文化部文化資產局. （原始内容存档于2019-06-08）.

## 外部連結
- 蘭陽博物館《台灣扶鸞文化特展》 （页面存档备份，存于）